# Le Mécréant
Le Mécréant, noto anche col titolo Les Funérailles d'antan, è il settimo album del cantautore francese Georges Brassens ed è stato pubblicato nel 1960.

## Tracce
Testi e musiche di Georges Brassens eccetto il testo di Le Verger du roi Louis
1. Les Funérailles d'antan – 3:56
2. Le Mécréant – 3:25
3. Embrasse-les tous – 2:22
4. Le Père Noël et la petite fille – 2:13
5. Le Bistrot – 2:45
6. L'Orage – 3:20
7. Pénélope – 3:07
8. Le Verger du roi Louis (poesia di Théodore de Banville) – 1:50

## Musicisti
- Georges Brassens: voce, chitarra
- Pierre Nicolas: contrabbasso
- Victor Apicella: seconda chitarra